# Papa Malick Ba
Papa Malick Ba (Pikine, 11 novembre 1980) è un ex calciatore senegalese, di ruolo centrocampista o difensore.

## Caratteristiche tecniche
In grado di giocare anche come difensore centrale, è tuttavia preferito nel ruolo sopracitato a causa delle sue lacune in area.

## Carriera

### Club
Ba inizia la sua carriera in Tunisia, con il Club Sportif Sfaxien (società calcistica di Sfax) nel 1997, all'età di 17 anni; non gioca però nessuna partita fino al compimento dei 19, alla sua terza stagione con lo Sfax, con cui Ba parte dalla panchina, impressionando i tifosi per ciò che fa in campo. Alla sua quarta stagione con il club, Ba è titolare fisso e uno dei centrocampisti più importanti della squadra. 
 Nel 2004, molti club svizzeri avevano provato ad ingaggiare Ba, ma lo Sfax aveva inizialmente declinato tutte le offerte, per poi essere "costretta" ad accettare quella del Basilea, che acquista il senegalese nel 2005. Con la squadra svizzera, Ba gioca 79 partite e segna 2 gol, fino al suo rilascio, nel luglio 2008. Nel febbraio 2009, Ba si trasferisce alla Dinamo Bucarest a costo zero e, nell'agosto 2009, lascia la Romania per unirsi al Nantes.

### Nazionale
Dal 2006 al 2008, Ba ha giocato nella Nazionale senegalese, con cui ha partecipato alla Coppa d'Africa 2008.

## Curiosità
- Ba parla correttamente arabo, afrikaans, francese e tedesco.
- Sul retro della maglia ha scritto il nome Papa Malick anziché il cognome Ba.

## Palmarès

### Sfaxien
- Champions League araba: 2

2000 e 2004
- Coppa di Tunisia: 1

2004
- Campionato tunisino: 1

2005

### Basilea
- Coppa Svizzera: 2

2007 e 2008
- Swiss Super League: 2

2005 e 2008
- Uhrencup: 1

2006